# Gregory Boyington
Gregory Boyington (ur. 4 grudnia 1912 w Coeur d’Alene, zm. 11 stycznia 1988 we Fresno) – amerykański lotnik, as myśliwski okresu II wojny światowej.

## Życiorys

### Młodość
Urodził się w Coeur d’Alene w stanie Idaho. W wieku 3 lat przeprowadził się z rodziną do St. Maries. 9 lat później przenieśli się do Tacoma w stanie Waszyngton, gdzie Gregory uprawiał zapasy w liceum im. Lincolna (Lincoln High School). Pierwszy raz leciał samolotem, gdy miał 9 lat, pilotem był Clyde Pangborn, który w 1931 roku przebył Ocean Spokojny lotem non-stop.
W 1930 roku po maturze podjął studia na University of Washington w Seattle, gdzie należał do Korpusu Oficerów Rezerwy (Army Reserve Officers’ Training Corps). Trenował zapasy i pływanie w studenckim klubie sportowym Washington Huskies, zdobył międzyuniwersytecki tytuł mistrza zapasów w wadze średniej Północno-Wschodniego Pacyfiku. W wakacje pracował w przemyśle wydobywczym, przy wyrębie lasu oraz w Stowarzyszeniu Ochrony Przeciwpożarowej przy budowie dróg. W 1934 roku otrzymał dyplom licencjata inżynierii lotniczej. Ożenił się krótko po studiach i podjął pracę w firmie Boeing w Seattle jako inżynier.
Wiosną 1935 roku złożył podanie do Marynarki Wojennej o przyjęcie na kurs pilotażu (Naval Aviation Cadet Act). Jednak ten program szkolenia był zarezerwowany wyłącznie dla kawalerów. Boyington dorastał jako Gregory Hallenbeck i był przekonany, że jego ojczym Ellsworth J. Hallenbeck był jego ojcem. Kiedy otrzymał odpis aktu urodzenia, odkrył, że jego ojcem był Charles Boyington, z zawodu dentysta, a rodzice rozwiedli się, gdy był małym dzieckiem. Zważywszy na fakt, że Gregory Boyington nie figurował w aktach urzędu stanu cywilnego jako żonaty, wstąpił do korpusu Marines, używając tego nazwiska.

### Kariera wojskowa
Boyington rozpoczął przeszkolenie wojskowe na uczelni w ramach Korpusu Oficerów Rezerwy. W czerwcu 1934 roku został mianowany podporucznikiem (second lieutenant) rezerwy obrony wybrzeża, po nominacji służył dwa miesiące w 630. pułku obrony wybrzeża w Fort Worden w Port Townsend.

#### United States Marine Corps
13 czerwca 1935 roku został przeniesiony na własną prośbę do United States Marine Corps. 18 lutego 1936 roku otrzymał przydział do lotnictwa USMC i rozpoczął szkolenie lotnicze w Pensacola. 11 marca 1937 roku został przeniesiony do bazy lotnictwa morskiego w Quantico. Od lipca 1938 do stycznia 1939 roku uczęszczał do szkoły oficerskiej w Filadelfii. Po jej ukończeniu służył w 2. grupie powietrznej piechoty morskiej (2nd Marine Aircraft Group) w San Diego. Brał udział w wielkich ćwiczeniach floty (Fleet problems) na lotniskowcach USS Lexington i USS „Yorktown”. 4 listopada 1940 roku awansował na porucznika (first lieutenant), a w grudniu wrócił do Pensacola, gdzie służył jako instruktor.

#### Latające Tygrysy
26 sierpnia 1941 roku odszedł ze służby, aby oficjalnie się zatrudnić w firmie Central Aircraft Manufacturing Company, która montowała samoloty w Chinach. W rzeczywistości Boyington (jak wielu innych amerykańskich ochotników) walczył przeciwko Japończykom w Chinach i Birmie w składzie Amerykańskiej Grupy Ochotniczej (American Volunteer Group – AVG), znanej jako Latające Tygrysy. Boyington został dowódcą klucza, lecz często popadał w konflikt ze swoim przełożonym, dowódcą AVG Clairem Chennault. Podczas walk w Azji zestrzelił 2 samoloty oraz zniszczył 1,5 na ziemi. W kwietniu 1942 roku zerwał umowę z AVG i wrócił do Stanów Zjednoczonych.

#### Powrót do lotnictwa piechoty morskiej

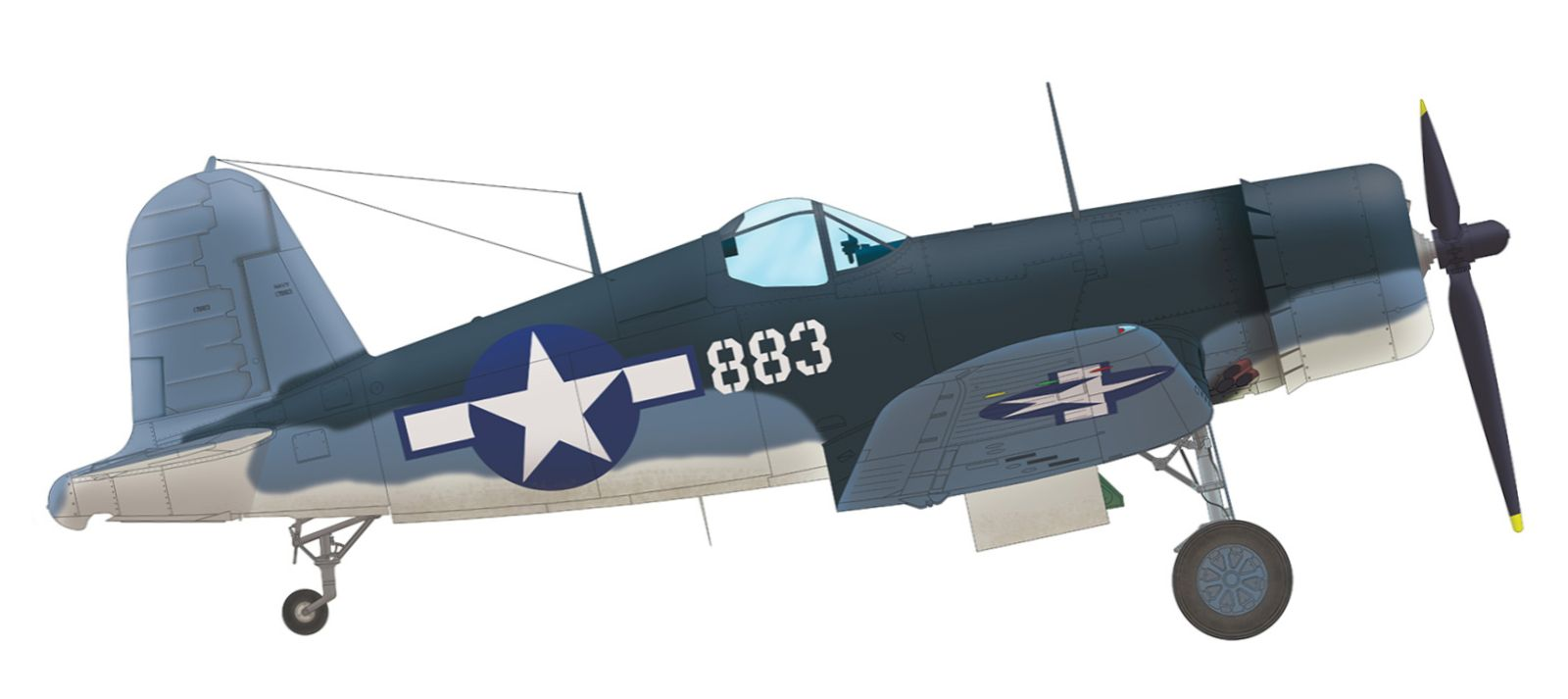
Vought F4U-1A Corsair, numer fabryczny 17883, na którym latał Gregory Boyington, pod koniec 1943 r.

29 września 1942 roku, w stopniu majora ponownie wstąpił do korpusu piechoty morskiej, który potrzebował pilotów doświadczonych w boju. Z początkiem 1943 roku został przydzielony jako zastępca dowódcy do 122. dywizjonu 11 grupy powietrznej piechoty morskiej stacjonującego na wyspie Guadalcanal. Od lipca do sierpnia 1943 roku dowodził 112. dywizjonem. We wrześniu stanął na czele 214. dywizjonu, znanego jako Dywizjon Czarnych Owiec (Black Sheep Squadron). W wieku 31 lat Boyington był starszy średnio o 10 lat od swoich podkomendnych i zyskał sobie pseudonim Gramps (dziadek), z czasem zamieniony na Pappy (tatuś). Podczas 32 dni intensywnych walk zestrzelił 14 japońskich myśliwców. 27 grudnia 1943 roku miał na swoim koncie 25 zwycięstw. 17 października 1943 roku Czarne Owce w sile 24 samolotów zaatakowały japońskie lotnisko Kahili na południowym krańcu wyspy Bougainville’a, gdzie znajdowało się 60 wrogich maszyn. Amerykanie sprowokowali Japończyków do poderwania dużej liczby samolotów. Wywiązała się zacięta walka, w której piloci 214. dywizjonu odnieśli 20 zwycięstw bez strat własnych. 3 stycznia 1944 roku 48 amerykańskich myśliwców, w tym 4 z 214. dywizjonu, zostało wysłanych na wymiatanie nad Rabaul, Boyington osiągnął swoje 26 zwycięstwo, wyrównując rekord Edwarda Rickenbackera, czołowego amerykańskiego asa I wojny światowej, niestety sam został zestrzelony w walce. Po latach zestrzelenie Boyingtona zgłosił Masajiro Kawato. Opisał walkę w dwóch książkach i wielu publicznych wystąpieniach (w których często brał udział Boyington). Ostatecznie udowodniono, że Boyingtona strącił inny japoński pilot, lecz Kawato do śmierci powtarzał swoją wersję.

#### W niewoli

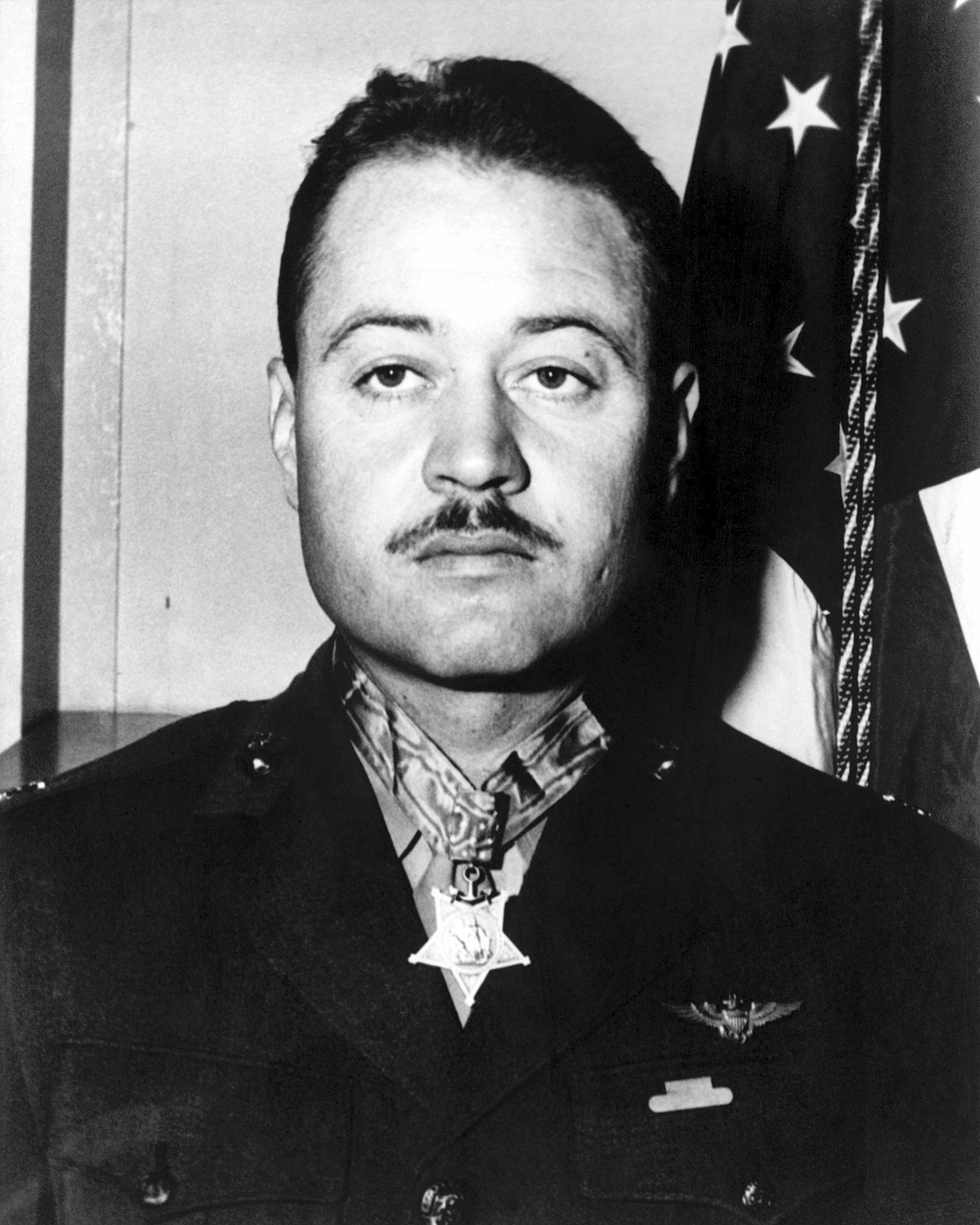
Boyington odznaczony Medalem Honoru

Po bezowocnych poszukiwaniach Boyington został uznany za zaginionego. Z morza wyłowił go japoński okręt podwodny, Boyington trafił do niewoli. Według jego autobiografii nigdy nie miał statusu jeńca wojennego, Japończycy nie zgłosili jego pojmania do Czerwonego Krzyża. Resztę wojny, czyli około 20 miesięcy spędził w japońskich obozach jenieckich. Był przetrzymywany między innymi w Rabaul, Truk (gdzie przeżył zmasowany atak US Navy znany jako operacja Hailstone), Ōfuna i ostatecznie Ōmori niedaleko Tokio. 29 sierpnia 1945 roku odzyskał wolność. 12 września wrócił do Stanów Zjednoczonych, do bazy Alameda w Kalifornii, gdzie spotkał 21 byłych żołnierzy 214. dywizjonu. Wieczorem w hotelu St. Francis w San Francisco zorganizowano dla niego przyjęcie, które relacjonował tygodnik Life. Amerykańska prasa po raz pierwszy pokazała osoby spożywające alkohol. 6 września, jeszcze przed powrotem do kraju, awansował na podpułkownika (lieutenant colonel).

#### Lata powojenne
Krótko po powrocie do Stanów Zjednoczonych Boyington został wysłany do Waszyngtonu, gdzie otrzymał najwyższe amerykańskie odznaczenie Medal Honoru z rąk prezydenta. Odznaczenie zostało przyznane już w marcu 1944 roku, kiedy Boyington przebywał w niewoli. 4 października 1945 roku otrzymał Krzyż Marynarki Wojennej. Po otrzymaniu orderów sprzedawał obligacje wojenne. Jego pierwszym powojennym przydziałem była szkoła piechoty morskiej w Quantico, następnie został skierowany do bazy w San Diego. 1 października 1947 roku został przeniesiony na emeryturę w stopniu pułkownika (colonel).

### W cywilu
Boyington miał trudny charakter i nadużywał alkoholu, co prawdopodobnie miało wpływ na jego rozwody. Twierdził również, że podczas pobytu w obozie poprawiło się jego zdrowie z powodu wymuszonej abstynencji. Wykonywał różne cywilne zawody, był między innymi sędzią zapasów. Swoje wspomnienia z walk w Chinach opisał w książce pt. Baa Baa Black Sheep, wydanej w 1958 roku. Napisał też powieść szpiegowską zatytułowaną Tonya.
Boyington był nałogowym palaczem, od 1960 roku zmagał się z chorobą nowotworową. Zmarł we śnie w wieku 75 lat, 11 stycznia 1988 roku we Fresno. Został pochowany na Cmentarzu Narodowym w Arlington.

## Życie prywatne
Po ukończeniu studiów w 1934 roku poślubił siedemnastoletnią Helen Clark, z którą miał troje dzieci: dwie córki Janet i Glorię oraz syna Gregory’ego. Janet odebrała sobie życie.
W 1941 roku po zerwaniu kontraktu z Latającymi Tygrysami i powrocie do Stanów Zjednoczonych Boyington rozwiódł się z Helen. Ich dzieci zostały umieszczone pod opieką ciotki i babki. Zarzucał żonie zaniedbywanie dzieci. 8 stycznia 1946 roku ożenił się z 32-letnią Frances Baker. 28 października 1959 roku po raz trzeci stanął na ślubnym kobiercu. Jego żoną została Delores Tatum, 33-letnia rozwódka, razem adoptowali dziecko. Jego ostatnią, czwartą żoną została w 1978 roku Josephine Wilson Moseman.

## Odznaczenia
- Medal Honoru
- Navy Cross
- Medal Purpurowe Serce
- Presidential Unit Citation
- Service star
- Prisoner of War Medal
- American Defense Service Medal
- American Campaign Medal
- Asiatic–Pacific Campaign Medal
- World War II Victory Medal

## Publikacje
- Baa Baa Black Sheep
- Tonya

## Upamiętnienie
- Od sierpnia 2007 roku lotnisko w Coeur d’Alene nosi nazwę Pappy Boyington[26][27][28][29].
- W latach 1976–1978 telewizja NBC emitowała serial Baa Baa Black Sheep oparty na historii dywizjonu Czarnych Owiec[30][31].